# Хагеман, Вольф
Вольф Хагеман (нем. Wolf Hagemann; 20 июля 1898 — 12 сентября 1983) — немецкий офицер, участник Первой и Второй мировых войн, генерал-лейтенант, кавалер Рыцарского креста с Дубовыми листьями.

## Первая мировая война
В марте 1916 года поступил на военную службу фенрихом (кандидат в офицеры) в гренадерский полк. С апреля 1916 года — на фронте, с июля 1916 года — лейтенант, командир пулемётного взвода. В мае 1917 года — тяжело ранен. С ноября 1917 года — командир пулемётной роты. В июне 1918 года — вновь ранен. За время войны награждён Железными крестами обеих степеней и ещё одним орденом.

## Между мировыми войнами
Продолжил службу в рейхсвере. В 1919 году воевал против поляков в Силезии, награждён орденом Орла обеих степеней.
К началу Второй мировой войны — командир горно-егерского батальона, майор.

## Вторая мировая война
В сентябре — октябре 1939 года участвовал в Польской кампании. Награждён планками к Железным крестам обеих степеней (повторное награждение). С марта 1940 года — подполковник.
В 1940 году участвовал в Норвежской кампании. За бои в районе Нарвика награждён Рыцарским крестом и знаком Щит «Нарвик».
С декабря 1941 года — участвовал в германо-советской войне, командир егерского полка, полковник. Бои в Крыму.
В июне 1942 года — тяжело ранен в боях по Севастополем. С ноября 1942 года — преподаватель в пехотном офицерском училище (Дёбериц).
С декабря 1943 года — командир 336-й пехотной дивизии (в Крыму). Награждён знаком «Крымский щит».
С марта 1944 года — генерал-майор. В мае 1944 года был тяжело ранен во время советского штурма Севастополя, награждён Дубовыми листьями к Рыцарскому кресту.
С июля 1944 года — командир 541-й народно-гренадерской дивизии (в Польше). С октября 1944 года — генерал-лейтенант. Бои в Восточной Пруссии.
В марте 1945 года — командующий корпусом «Одер». В мае 1945 года — командующий 48-м танковым корпусом. Отступление к Эльбе, после капитуляции Германии 8 мая 1945 года — взят в американский плен (отпущен на свободу в 1947 году).

## Награды
- Железный крест 2-го класса (6 июля 1916)
- Железный крест 1-го класса (5 июля 1917)
- Нагрудный знак «За ранение» чёрный (20 июля 1918)
- Орден «За заслуги» 4-го класса (Княжество Вальдек-Пирмонт)
- Почётный крест Первой мировой войны 1914/1918 с мечами (15 января 1935)
- Медаль «В память 1 октября 1938 года»
- Пряжка к Железному кресту 2-го класса (24 октября 1939)
- Пряжка к Железному кресту 1-го класса (10 мая 1940)
- Щит «Нарвик» (10 ноября 1940)
- Медаль «За зимнюю кампанию на Востоке 1941/42» (5 августа 1942)
- Крымский щит
- Рыцарский крест Железного креста с дубовыми листьями
  - рыцарский крест (4 сентября 1940)
  - дубовые листья (№ 484) (4 июня 1944)
- Румынский Орден Михая Храброго 3-го класса (12 июля 1944)
- Командорский крест румынского Ордена Звезды Румынии (11 октября 1941)